# Огрезя
Огрезя (рум. Ogrezea) — село у повіті Арджеш в Румунії. Входить до складу комуни Стилпень.
Село розташоване на відстані 110 км на північний захід від Бухареста, 24 км на північний схід від Пітешть, 123 км на північний схід від Крайови, 82 км на південний захід від Брашова.

## Населення
За даними перепису населення 2002 року у селі проживала 461 особа, усі — румуни. Усі жителі села рідною мовою назвали румунську.